# رمزگذاری ایمیل
رمز گذاری ایمیل به معنی رمزگذاری کردن پیام‌های ایمیل است تا از خوانده شدن آنها توسط افرادی به جز گیرنده‌ها جلوگیری شود.
ایمیل‌ها مستعد افشا شدن هستند. بسیاری از ایمیل‌ها هنگام انتقال رمزگذاری شده‌اند. ولی در متن‌های واضحی ذخیره می‌شوند که آنها را توسط شخص‌های ثالث مانند سرویس‌های ایمیل قابل خواندن می‌کند. سرویس‌های محبوب ایمیل مانند Gmail و Outlook به صورت پیش‌فرض رمزگذاری انتها به انتها را غیرفعال قرار می‌دهند که این بدین معنی است که با استفاده از برخی از ابزارها افرادی به غیر از گیرنده‌ها می‌توانند به متن ایمیل‌ها دسترسی داشته باشند.
رمزگذاری ایمیل می‌تواند به رمزگذاری کلید عمومی وابسته باشد که در آن کاربران می‌توانند هر یک کلید عمومی را منتشر کنند دیگران می‌توانند از آن برای رمزگذاری پیام‌ها برای آنها استفاده کنند. در صورتی که یک کلید خصوصی را مخفی نگه دارند، می‌توانند برای رمزگشایی چنین پیام‌هایی یا رمزگذاری و امضای پیام‌های ارسالی به صورت دیجیتالی از آنها استفاده کنند.

## پروتکل‌های رمزگذاری
با طراحی اصلی پروتکل ایمیل ارتباط بین سرور‌های ایمیل به صورت متن شفاف بود که باعث ریسک بالای امنیتی می‌شد. در طی سالها پروتکل های بسیاری به منظور رمزگذاری ارتباط بین سرورهای ایمیل طراحی شدند. رمزگذاری می‌تواند در مرحله‌ نقل و انتقال یا به صورت End-to-end باشد. رمزگذاری در لایه‌ی انتقال می‌تواند آسان‌تر باشد اما امنیت کمتری نسبت به روش دیگر دارد.

### رمزگذاری مرحله نقل و انتقال
یکی از افزونه‌هایی که بسیار مورد استفاده قرار می‌گیرد STARTTLS  هست که در واقع یک لایه‌ی TLS(SSL) بر روی متن شفاف هست که به سرورهای ایمیل این قابلیت را ‌می‌دهد که از متن شفاف به ارتباط‌های رمزگذاری شده منتقل شوند. فرض کنید که هر دو سرور فرستنده و گیرنده از ارتباط رمزگذاری شده استفاده کنند آنگاه یک شنودگر با استفاده از sniffer نمی‌تواند به داده‌ها دسترسی داشته باشد مشابه همین افزونه برای ارتباط بین کاربر و سرور هم وجود دارد.
STARTTLS می‌تواند بدون توجه به اینکه ارتباط با چه پروتکلی رمزگذاری شده استفاده شود.
پیام ‌کد‌گذاری شده فاش شده است و با رله‌های ایمیل میانی قابل تغییر هست به عبارتی دیگر رمزگذاری بین رله های فردی SMTP قرار می‌گیرد نه بین فرستنده و گیرنده که مزایا و معایب خودش را دارد.یکی از خوبی های آن این است که کاربران نیازی نیست کاری انحام دهند و پیام ها به صورت خودکار هنگام فرستاده شدن رمزگذاری می‌شوند و چون گیرنده ها بدون درگیر کردن کاربر می‌توانند پیام ها را رمزگشایی کنند قبل رساندن پیام ها به گیرنده میتواند ویروس ها را هم اسکن کنند و این یعنی هر سروری که در مسیر ارسال و دریافت ایمیل باشد با داشتن شرایطی می‌تواند پیام ها را بخواند. اگر سازمان های دریافت کننده قابل اعتماد نباشند آنگاه باید از پروتکل End-to-End استفاده کرد.کمپانی Electronic Frontier Foundation به استفاده از STARTTLS تشویق می‌کند و آنرا در همه جا توسعه داده تا استفاده از آن راحت باشد تا همگان به راحتی بتوانند ایمیل های خود را به صورت امن ارسال کنند تا مطمین باشند که ایمیل هایشان در مقابل mass surveillance آسیب پذیر نیستند پشتیبانی از STARTTLS بیسار مورد استفاده هست.
گوگل در سال ۲۰۱۸ اعلام کرد که ۹۰ درصد ایمیل های دریافت شده و ۹۰ درصد ایمیل های ارسال شده با STARTTLS رمزگذاری شده بودند.
تایید اجباری گواهی بدون داشتن اطلاعات اضافی برای رساندن ایمیل ها ممکن نیست. زیرا خیلی از این گواهی ها قابل تایید نیستند و عده‌ی کمی می‌خواهند که ایمیل هایشان در آن حالت باشد پس اکثر ایمیل های رسانده شده از طریق TLS فقط از opportunistic encryption استفاده می‌کنند و DANE یک استاندارد پیشنهادی است که انتقال تدریجی به رمزگذاری تأیید شده برای تحویل نامه اینترنتی را امکان پذیر می کند.
پروژه STARTLS Everywhere از یک رویکرد جایگزین استفاده می‌کند که یک لیست از قبل آماده شده از سرورهایی که STARTTLS را پشتیبانی می‌کنند دارد که از downgrade attacks جلوگیری می‌کند.

### رمزگذاری End-to-end
در این پروتکل پیام فقط در نقاط نهایی رمزگذاری و رمزگشایی می‌شوند.به معنی دیگر ایملی که با این پروتکل فرستاده می‌شود در مبدا کدگذاری می‌شود و توسط هیچ سرور دیگری مانند Gmail قابل رمزگشایی نیست و در مقصد رمزگشایی می‌شود بسیار مهم است که ایمیل فقط در کامپیوتر گیرنده رمزگشایی شود و درهیچ جای دیگری که کلید آنرا ندارند مانند سرورها نمیتواند رمزگشایی شود بعضی از سرویس های ایمیل به صورت خودکار از این پروتکل استفاده می‌کنند
پروتکل های مورد توجه برای این مدل از کدگذاری شامل موارد زیر می‌شود:
- Bitmessage
- GNU Privacy Guard (GPG)
- Pretty Good Privacy (PGP)
- S/MIME

OpenPGP یک استاندارد رمزگذاری پیام ها هست که به کاربران نهایی این اجازه را می‌دهد تا پیام‌هایشان را رمزگذاری کنند تعداد زیادی نرم‌افزار و پلاگین های ایمل هستند که به کاربر این اجازه رو می‌دهند تا با کلید عمومی گیرنده پیام‌هایشان را رمزگذاری کنند OpenPGP از Public Key Cryptography استفاده می‌کند که هر ایمیل آدرس با یک زوج خصوصی/عمومی کلید مرتبط است.
OpenPGP راهی را فراهم می‌کند که کاربران بدون توجه به سرور پیام هایشان را طوری کدگذاری کنند که فقط توسط گیرنده قابل خواندن باشد. که این هم مشکلات خودش را دارد و کاربران را مجبور می‌کند یک حفت کلید تعریف کرده و کلید عمومی‌شان را به صورت فراگیری در اختیار بگذارند و اینکه این پروتکل فقط محتوای ایمیل را رمزگذاری می‌کند وسایر اطلاعات مانند فرستنده و گیرنده قابل مشاهد هست همچین با این روش نمی‌توان در سمت سرور به سرچ ایمیل ها پرداخت.
هم‌چنین برای استفاده از این روش می‌توان پیام را داخل یک فایل رمزگذاری شده قرار داد که آن هم ابزار های خاص خودش را دارد.

## تظاهرات
تظاهرات Signed and Encrypted Email Over The Interne نشان داده است که سازمان ها می توانند با استفاده از ایمیل ایمن به طور مؤثر همکاری کنند موانع قبلی اقتباس شکست داده شدند شامل استفاده از PKI bridge تا یک public key infrastructure (PKI) با سایز تغییر پذیر را فراهم کنند همچنین گارد های امنیت اینترنت برای چک کردن محتوای داخل و خارج شده از مرز های سازمان تا جلوگیری کنند که از  کدگذاری برای مخفی کردن معرفی بدافزار و نشست اطلاعات استفاده شوند.
- نصب و استفاده از رمزگذاری ایمیل

رمزگذاری در مرحله نقل و انتقال که از starTTLS استفاده می‌کند باید توسط سازمان فعال شود و یک گواهی معتبر صادر شود و در لیست STARTTLS ثبت‌نام شود تا از حلمات downgrade جلوگیری کند.
بسیاری از کلاینت های ایمیل با ویژگی کامل از S/MIME استفاده می‌کنند بقیه گزینه های رمز گذاری گارد سیاستی PGP و GNU را شامل می‌شوند
گزینه های رایگان و تبلیغاتی هم به خوبی درز دسترسند.
PGP می‌تواند پیام ها را محافظ کند ولی استفاده صحیح از آن سخت است محققان در دانشگاه مقاله ای را در سال 1399 میلادی منتشر کرد که می‌گفت خیلی از مردم نمیتوانند چگونه ایمل هایشان را با PGP رمزگذاری کنند سال ها بعد با این حال که ورژن ساده تری از PGP منتشر شده بود دوباره محققان همین دانشگاه پژوهشی انجام دادند که باز هم نشان میداد مردم استفاده از آنرا به خوبی بلد نیستند.
از آنجا که رمزگذاری برای کاربران دشوار است ، مدیران امنیت و انطباق در شرکت ها و سازمان های دولتی با استفاده از لوازم رمزگذاری و سرویس هایی که رمزگذاری را به صورت خودکار انجام می دهند ، روند کار را برای کارمندان و مدیران خودکار انجام می دهند.
به جای اعتماد به همکاری داوطلبانه ، رمزگذاری خودکار ، براساس سیاست های تعریف شده ، تصمیم گیری و فرایند را از دست کاربران می گیرد. ایمیل ها از طریق دستگاه دروازه ای که برای اطمینان از انطباق با سیاست های نظارتی و امنیتی پیکربندی شده است ، هدایت می شوند. ایمیل هایی که به آن نیاز دارند به طور خودکار رمزگذاری و ارسال می شوند.
اگر گیرنده در سازمانی کار کند که از همان دروازه رمزگذاری استفاده می کند ، ایمیل ها به طور خودکار رمزگشایی می شوند و این روند را برای کاربر شفاف می کند. گیرنده هایی که پشت درگاه رمزگذاری نیستند ، سپس باید یک مرحله اضافی بردارند ، یا کلید عمومی را تهیه کنند ، یا برای بازیابی پیام وارد یک درگاه آنلاین شوند.

## ارایه دهنده‌های ایمیل کدگذاری شده
- Hushmail
- Mailfence
- ProtonMail
- Tutanota